# Торхово (Московская область)
Торхово — деревня в Одинцовском районе Московской области, в составе сельского поселения Ершовское. Население — 0 чел. (2010). До 2006 года Торхово входило в состав Каринского сельского округа.
Деревня расположена на северо-западе района, примерно в 15 километрах на северо-запад от Звенигорода, вблизи истоков реки Дубешни, высота центра над уровнем моря 209 м.
Впервые в исторических документах деревня встречается в писцовой книге 1698 года, как вотчина боярина Алексея Петровича Салтыкова. На 1852 год в казённая деревне Тархова числилось 7 дворов, 44 души мужского пола и 41 — женского, в 1890 году — 99 человек. По Всесоюзной переписи 17 декабря 1926 года числилось 22 хозяйства и 113 жителей, по переписи 1989 года — 3 хозяйства и 2 жителя.

## Население
| 2002 | 2006 | 2010 |
| ---- | ---- | ---- |
| 1    | →1   | ↘0   |